# Andreas Wecker
Andreas Wecker (ur. 2 stycznia 1970 w Staßfurcie) – niemiecki gimnastyk. Wielokrotny medalista olimpijski.
Reprezentował Niemiecką Republikę Demokratyczną, a następnie zjednoczone Niemcy. Brał udział w czterech igrzyskach (IO 88, IO 92, IO 96, IO 00), na pierwszych trzech zdobywał medale - łącznie pięć. W 1988 z drużyną NRD sięgnął po srebro. W 1992 trzykrotnie stawał na podium, cztery lata później triumfował na drążku. W ćwiczeniach na drążku, swej ulubionej konkurencji, był mistrzem świata w 1995 (łącznie wywalczył 10 krążków mistrzostw świata w latach 1989-1995), jak również mistrzem Europy (1989 i 1992).